# Saônelle
De Saônelle is een rivier in het oosten van Frankrijk, in de regio Grand Est. Ze is een zijrivier van de Maas en stroomt doorheen de departementen Vosges en Haute-Marne. 
De rivier ontspringt te Prez-sous-Lafauche en mondt uit in de Maas te Coussey.